# Prêmio Minas Gerais de Literatura
O prêmio Minas Gerais de Literatura foi lançado em 2007, pelo Governo do Estado de Minas Gerais, para homenagear autores brasileiros vivos e promover a nova geração de escritores mineiros. A premiação é oferecida pelo governo a escritores iniciantes e profissionais, de qualquer idade, nascidos e residentes em território nacional.

## Categorias
As categorias disponíveis são Conjunto da Obra - premia escritor brasileiro pela obra, Poesia, Ficção (conto ou romance) e Jovem Escritor Mineiro.

## Vencedores

### 2007
- Conjunto da Obra: Antonio Candido de Mello e Souza

### 2008
- Conjunto da Obra: Sérgio Sant'anna
- Poesia: Érico Nogueira e Rodrigo Guimarães Silva
- Ficção: Carlos Felipe
- Jovem Escritor Mineiro: Carlos Brito e Mello[1]

### 2009
- Conjunto da Obra: Luis Fernando Veríssimo
- Poesia: Eduardo Jorge de Oliveira
- Ficção: Reni Adriano Batista
- Jovem Escritor Mineiro: Maria Zilda Santos Freitas[2]

### 2010
- Conjunto da Obra: Silviano Santiago
- Poesia: Bruno Brum
- Ficção: Tércia Montenegro
- Jovem Escritor Mineiro: Rafael Guimarães Abras Oliveira[3]

### 2011
- Conjunto da Obra: Affonso Ávila
- Poesia: Antônio de Pádua Fernandes Bueno
- Ficção: Jeter Jaci Neves
- Jovem Escritor Mineiro: André Oliveira Zambaldi[4]

### 2012
- Conjunto da Obra: Rui Mourão
- Poesia: Otto Leopoldo Winck
- Ficção: Francisco Maciel
- Jovem Escritor Mineiro: Alex Sens Fuziy[5]

### 2013
- Conjunto da Obra: Ferreira Gullar
- Poesia: Rogério Luz
- Ficção: Nilton Cezar Tridapalli
- Jovem Escritor Mineiro: Gustavo Fechus Monteiro[6]

### 2015
- Conjunto da Obra: Fábio Lucas Gomes
- Poesia: Marcus Vinícius Teixeira Quiroga Pereira
- Ficção: Jozias Benedicto de Moraes Neto
- Jovem Escritor Mineiro: Estevão Luís Bertoni Araújo[7]

### 2016
- Conjunto da Obra: Adélia Prado
- Poesia: Tadeu de Melo Sarmento
- Ficção (romance): Silvio Rogério Silva
- Jovem Escritor Mineiro: Jonathan Tavares Diniz

### 2017
- Conjunto da Obra: Conceição Evaristo
- Poesia: Ana Cláudia Costa dos Santos
- Ficção (romance): Marana Borges
- Jovem Escritor Mineiro: Sara Abreu Pinheiro e Silva
- Jovem Escritor Mineiro Menção Honrosa: Geovanna Ferreira Silva

### 2018
- Conjunto da Obra: Sebastião Nunes
- Poesia: Ana Estaregui
- Ficção (conto): Emir Rossoni
- Jovem Escritor Mineiro: Jonathan Tavares Diniz

## Editais
O processo de seleção Prêmio Governo de Minas Gerais de Literatura é realizado por comissões julgadoras compostas por renomados escritores mineiros e também de outros Estados. A categoria Jovem Escritor Mineiro é restrita a pessoas com idade entre 20 e 35 anos, nascidas em Minas Gerais ou residentes no Estado há pelo menos cinco anos. Já na categoria Conjunto da Obra não há inscrição, pois os agraciados são autores cuja obra, sendo de inegável valor e qualidade, contribuiu de maneira decisiva para novos rumos da produção literária brasileira.